# Vibració

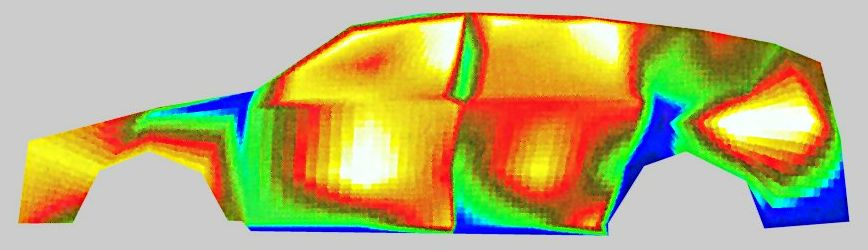
Amplitud de vibracions en la carrosseria d'un cotxe, originades en les irregularitats del paviment.

Una de les possibles formes de vibració d'un tambor circular.

Es denomina vibració a la propagació d'ones elàstiques que produeix deformacions i tensions sobre un medi continu (o posició d'equilibri).
En la seva forma més senzilla, una vibració es pot considerar com un moviment repetitiu al voltant d'una posició d'equilibri. La posició d'equilibri és aquella a què arribarà quan la força que actua sobre ell sigui zero. Aquest tipus de vibració es diu vibració de cos sencer, cosa que vol dir que en qualsevol moment totes les parts del cos es mouen juntes en la mateixa direcció.

## Introducció
Convé separar el concepte de vibració del d'oscil·lació, ja que les oscil·lacions són d'una amplitud molt més gran; així, per exemple, quan caminem, les nostres cames oscil·len, al contrari de quan tremolem -de fred o de por-. Com que les vibracions generen moviments de menor magnitud que les oscil·lacions entorn d'un punt d'equilibri, el moviment vibratori pot ser linealitzat amb facilitat. En les oscil·lacions, en general, hi ha conversió d'energia cinètica en potencial gravitatòria i viceversa, mentre que en les vibracions hi ha intercanvi entre energia cinètica i energia potencial elàstica.
A més, les vibracions, essent com són de moviments periòdics (o quasiperiòdics) de major freqüència que les oscil·lacions, solen generar ones sonores, la qual cosa constituïx un procés dissipatiu que consumeix energia. A més, les vibracions poden ocasionar la fatiga de materials.
Per amplituds petites d'oscil·lació el moviment es pot aproximar a un moviment harmònic complex, amb la següent equació:

{\displaystyle \mathbf {M} {\ddot {\mathbf {q} }}(t)+\mathbf {C} {\dot {\mathbf {q} }}(t)+\mathbf {K} \mathbf {q} (t)=\mathbf {f} (t)}

On:
{\displaystyle \mathbf {M} ,\mathbf {C} ,\mathbf {K} }, són respectivament les matrius de massa, amortiment i rigidesa del sistema
{\displaystyle \mathbf {q} (t)}, és un (pseudo) vector de coordenades generalitzades que representa el moviment d'un conjunt de punts rellevants del sistema.
{\displaystyle \mathbf {f} (t)}, representa el conjunt de forces que generen la vibració.

## Efectes de la vibració
La vibració és la causa de generació de tota classe d'ones. Tota força que s'apliqui sobre un objecte genera pertorbació. L'estudi del soroll, la vibració i la severitat en un sistema es denomina NVH (noise, vibration and harshness; en català, soroll, vibració i duresa). Aquests estudis van orientats a mesurar i modificar els paràmetres que li donen nom i que es produeixen en vehicles de motor com els cotxes i camions.

## Tipus de vibracions

### Vibracions lliures
Es produeixen quan un sistema mecànic es posa en marxa amb una aportació inicial i després se'l permet vibrar lliurement. Un exemple d'aquest tipus de vibració és la que es produeix en colpejar una forquilla de sintonia i deixar que soni. Els sistemes llavors vibren a una o més de les seves "freqüències naturals" fins a arribar a zero.
- Vibracions sense amortiment

La força aplicada a la massa per la molla és proporcional a la distància que la molla s'estira "x" (suposarem que la molla ja està comprimida pel pes de la massa). La constant de proporcionalitat, k, és la rigidesa de la molla i té unitats de força/distància (per exemple, lbf/in o N / m). El signe negatiu indica que la força sempre s'oposa al moviment de la massa.
Fs=-k*X

### Vibració aleatòria
La vibració aleatòria no compleix amb els patrons especials que es repeteixen constantment o és massa difícil detectar on comença un cicle i on acaba. Aquestes vibracions estan associades generalment a turbulències (per exemple les que causa una bomba), a problemes de lubricació, contacte metall-metall (en elements que roden) o a la capitació (també en el cas de les bombes). Aquest tipus de patrons és millor interpretar-los en un espectre, i no en funció del temps.

### Vibració forçada
És quan una força alterna o de moviment s'aplica a un sistema mecànic. Exemples d'aquest tipus de vibració inclouen la tremolor d'una rentadora a causa d'un desequilibri, la vibració del transport (causada pel motor d'un camió, molls, carreteres, etc.), o la vibració d'un edifici durant un terratrèmol. En vibració forçada, la freqüència de la vibració és la freqüència de la força o el moviment aplicat, amb ordre de magnitud, ja que depèn del sistema mecànic real.

### Vibració de cos sencer
Es coneix com a vibració de cos sencer, quan un element es troba oscil·lant repetitivament al voltant d'una posició d'equilibri. En el moment que la suma de forces que actuen sobre aquest objecte s'iguali a 0, l'objecte es mantindrà en la posició d'equilibri. S'anomena vibració de cos sencer perquè totes les parts del cos es mouen cap a la mateixa direcció.

## Proves de vibració

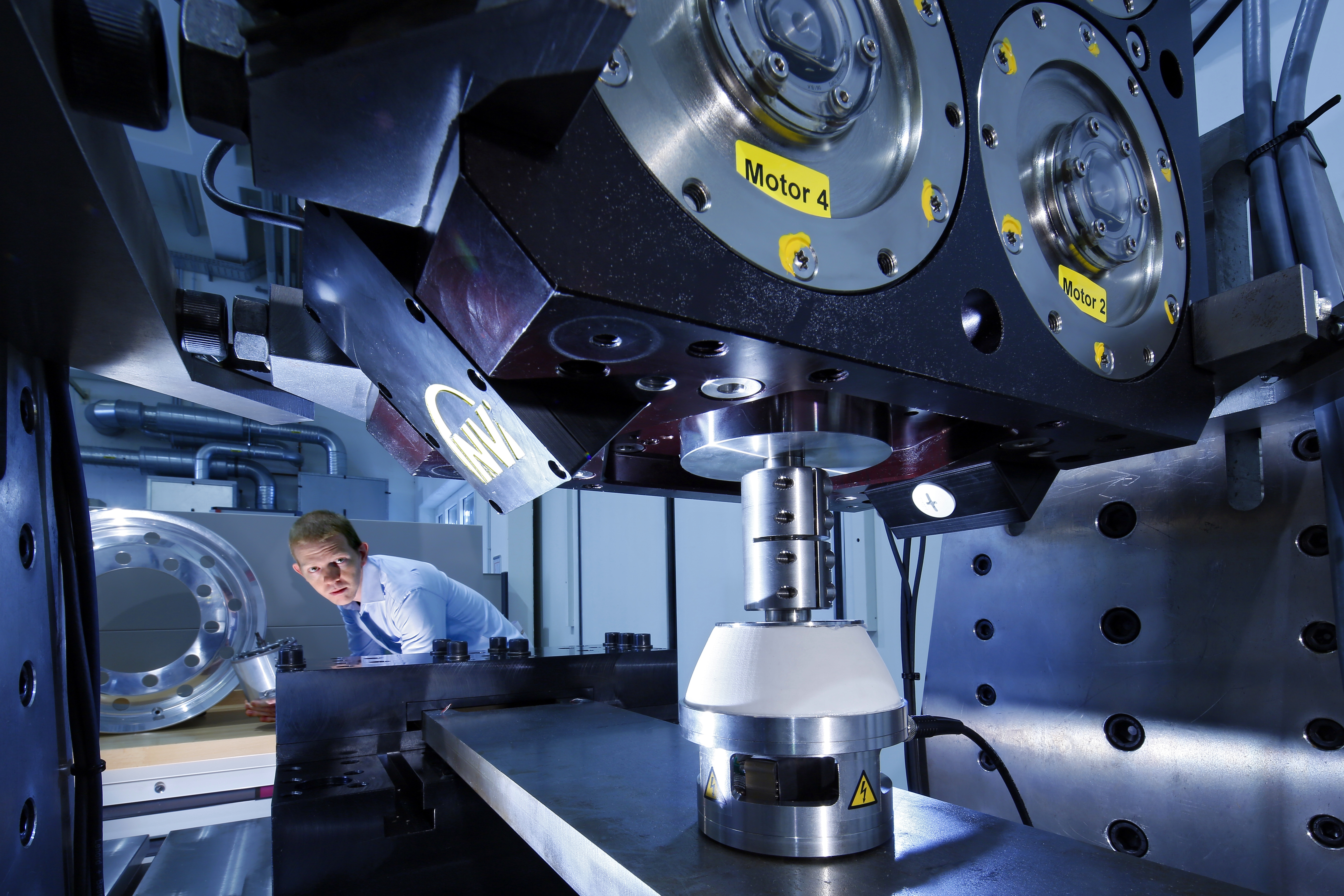
Prova de control actiu de vibracions a l'Institut Fraunhofer de Durabilitat Estructural.

Els assaigs de vibració s'aconsegueixen mitjançant la introducció d'una funció de força en una estructura, generalment amb algun tipus d'agitador. Alternativament, un DUT (Device Under Test), dispositiu de mesura, s'adjunta a la "taula" d'un agitador. Per a freqüències de força relativament baixes s'utilitzen agitadors servohidràulics. Per a freqüències més altes s'utilitzen agitadors electrodinàmics. Generalment un o diversos punts de control se situen a la DUT-lateral d'un aparell que el manté amb una acceleració especificada. Altres punts de resposta són el nivell de vibració màxima (ressonància) o nivell de vibració mínima (anti -ressonància).
Dos tipus de proves de vibració típics es realitzen a l'atzar:
- Proves sinusoïdals: són realitzades per a l'estudi de la resposta estructural del dispositiu sota prova (DUT).
- Proves aleatòries: (totes les freqüències a la vegada), aquesta es considera generalment per replicar més de prop el món real, com ara aportacions de la carretera a un automòbil en moviment.

La majoria de proves de vibració es realitzen en un únic eix DUT a la vegada, encara que la majoria de les vibracions del món real es produeix en els diferents eixos simultàniament.